# DeShaney v. Winnebago County
DeShaney v. Winnebago County (1989) ist ein bedeutender und umstrittener Entscheid des Obersten Gerichtshofes der Vereinigten Staaten. Er hielt fest, dass das Scheitern staatlicher Behörden, Einzelpersonen vor gefährlichen, gewaltbereiten oder gewalttätigen Menschen zu schützen, kein Verstoß gegen die amerikanische Verfassung darstellt.
Basierend auf diesem Präzedenzfall wurde entschieden, dass Schulen wie auch die Polizei keine Pflicht haben, bei einem Amoklauf an einer Schule den Attentäter zu stoppen. In einem weiteren Sinn beeinflusste das Urteil die Behandlung von Stalking und häuslicher Gewalt durch Polizeibehörden.

## Vorgeschichte
Im Jahr 1980 hatte ein Gericht in Wyoming während der Ehescheidung das Sorgerecht über Joshua DeShaney (geboren 1979) seinem Vater, Randy, übertragen. Er zog dann mit ihm in den Staat Wisconsin, in die Stadt Neenah im Bezirk Winnebago County.
Nach einem Polizeirapport im Zusammenhang mit Kindesmisshandlung und einem Krankenhausaufenthalt des Kindes im Jahre 1983 hatte der Sozialdienst des Bezirkes ein Gericht darum gebeten, das Kind in der Obhut des Krankenhauses zu belassen. Nach Konsultationen mit Sozialarbeitern und Pflegefachleuten hatte das Gericht aber entschieden, das Kind wieder zum Vater zu bringen. Der Sozialdienst traf dann eine schriftliche Vereinbarung mit dem Vater, und Sozialarbeiter besuchten ihn und sein Kind fünf Mal im Laufe desselben Jahres. Bei diesen Besuchen wurden jeweils Verdachtsmomente auf weitere Kindesmisshandlungen registriert, und dass ebenso wurde festgehalten, dass der Vater die unterzeichnete Vereinbarung nicht eingehalten hatte.
Der Sozialdienst ordnete aber keine Maßnahmen an – auch dann nicht, als das Krankenhaus im November 1983 dem Sozialdienst meldete, es bestünde ein erneuter Verdacht auf Kindesmisshandlung.
Im Frühjahr 1984 versuchte eine Sozialarbeiterin Joshua DeShaney zu besuchen, und der Vater konnte sie davon überzeugen, dass sein Sohn zu krank sei, um an einem Treffen teilzunehmen. Es wurden weiterhin keine Maßnahmen ergriffen. Nach dieser versuchten Kontrollvisite im März 1984 schlug er Joshua so sehr, dass er sich lebensgefährliche Verletzungen zuzog und in ein Koma fiel. Während der Behandlung fiel den Ärzten auf, dass dem Kind über einen längeren Zeitraum mehrere Kopfverletzungen zugefügt worden waren.
Joshua überlebte mit schweren geistigen Beeinträchtigungen. Am 9. November 2015 verstarb er im Alter von 36 Jahren. Randy DeShaney wurde wegen Kindesmisshandlung verurteilt und verbrachte weniger als zwei Jahre im Gefängnis.

## Klage
Die Mutter Joshuas klagte in seinem Namen gegen Winnebago County, den Sozialdienst von Winnebago County, und gegen die involvierten Sozialarbeiter. Die Grundlage dafür war Artikel 1983 des 42. Titels des United States Code, womit Bürger wegen der Verletzung verfassungsgemäßer Rechte klagen können. Konkret sei der 14. Verfassungszusatz in Joshuas Fall missachtet worden – dieser stellt sicher, dass staatliche Stellen Menschen nach rechtsstaatlichen Prinzipien behandeln müssen. In diesem Fall sei das Recht auf Leben und Freiheit verletzt worden. Der Staat und seine Organe können dieses Recht nur durch einen ordentlichen, fairen Prozess einschränken, zum Beispiel durch eine Verurteilung zu einer Haft- oder Todesstrafe.

## Urteil des Supreme Court
Nach mehreren Berufungsverfahren landete der Rechtsstreit vor dem obersten Gerichtshof, welches mit 6 zu 3 Stimmen das Urteil der vorherigen Instanz bestätigte. Die Mehrheitsmeinung wurde von William Rehnquist verfasst. Dieser schlossen sich die Richter Byron White, John Paul Stevens, Sandra Day O’Connor, Antonin Scalia und Anthony Kennedy an. Der Richter William Brennan verfasste eine Minderheitsmeinung, die von Thurgood Marshall und Harry Blackmun unterstützt wurde. Blackmun verfasste eine eigene, viel zitierte Minderheitsmeinung.

### Mehrheitsmeinung
Die sechs Angehörigen der Mehrheit hielten fest, dass die Due-Process-Klausel des 14. Verfassungszusatzes die Bürger lediglich vor staatlichem Machtmissbrauch schütze, nicht aber vor dem Missbrauch durch einen anderen Bürger. Nach Ansicht des Supreme Courts war Randy DeShaney für die Gewalt verantwortlich, nicht aber der staatliche Akteur – der Sozialdienst des Bezirks. Ebenso wenig definiere die Verfassung ein Minimum an Sicherheit, welche staatliche Behörden gewährleisten müssten.
Des Weiteren habe der Staat nur dann aufgrund des 14. Verfassungszusatzes eine Fürsorgepflicht, wenn das Individuum sich auf behördliche Anordnung in Haft, in einer Klinik oder einer ähnlichen Institution befinde – denn nach dem Gesetzestext wird eine deprivation of liberty (deutsch: Entzug der Freiheit) vorausgesetzt, damit die Due-Process-Rechte überhaupt angewendet werden können.
Da die Sozialdienste des Bezirks Joshua zu keinem Zeitpunkt in ihrer Obhut hatten, waren sie nach der Mehrheitsmeinung auch nicht verpflichtet, ihn vor Gefahren zu schützen. Rehnquist berief sich bei diesen Überlegungen auf die früheren Fälle Estelle v. Gamble (1976; die absichtliche Verweigerung medizinischer Hilfe für einen Strafgefangenen stellt nach dem 8. Verfassungszusatz eine grausame und ungewöhnliche Bestrafung dar) und Youngberg v. Romeo (1982, bei unfreiwilligem Klinik-Aufenthalt muss die Sicherheit des Patienten gewährleistet sein).
Rehnquist ließ jedoch die Frage offen, ob die Sozialdienste unter den Gesetzen des Staates Wisconsin wenigstens schadenersatzpflichtig seien. Ein Argument dafür wäre, dass die Sozialdienste von Bezirken unter anderem mit dem Zweck, Kinder vor elterlichen Misshandlungen zu schützen, geschaffen wurden.

### Minderheitsmeinungen
Rehnquists Urteilsbegründung provozierte zwei Widersprüche. Die erste, von Richter William Brennan verfasst, stellte fest, dass die Frage danach, ob der 14. Verfassungszusatz Joshua DeShaney vor elterlichen Misshandlungen hätte schützen sollen, weder von der Klägerin noch von der beklagten Partei aufgeworfen wurde – denn die Verfassung schränkt lediglich staatliche Organe, nicht aber Privatpersonen, in ihren Handlungen ein.
Des Weiteren schrieb Brennan, dass Rehnquist den Schutz durch die Due-Process-Klausel viel zu eng definiert habe. Der Staat müsse nicht nur dann eine Einzelperson schützen, wenn sie in staatlichem Gewahrsam sei – sondern auch dann, wenn der Staat jemanden daran hindere, sich selbst zu schützen, oder sich von einer anderen Person schützen zu lassen.
Drittens hatte, von Gesetzes wegen, die Polizei, jeder Arzt, jede Behörde und jede Privatperson nur eine Möglichkeit, gegen die von Joshua erlittenen Misshandlungen einzugreifen – nämlich die Sozialdienste zu informieren. Daher habe sich Joshua DeShaney effektiv in der Obhut der Sozialdienste befunden und damit eine deprivation of liberty erlitten, weswegen er den Schutz durch die Due-Process-Klausel beanspruchen könne.
Die zweite, kürzere und viel bekanntere Minderheitsmeinung wurde von Harry Blackmun verfasst. Er hatte, zusammen mit Marshall, auch Brennans Minderheitsmeinung unterstützt. In dieser wiederholte er Brennans Meinung, dass staatliches Handeln zur Existenz der Sozialdienste geführt hätten, und dass diese einen Schutz vor elterlichem Machtmissbrauch versprächen. Auch verglich Blackmun dieses Urteil mit Dred Scott v. Sandford, in welchem der Supreme Court ebenfalls eine verfassungsrechtliche Bestimmung zu eng definiert hätte, um dann festzustellen, dass der klagende Bürger das entsprechende Recht nicht in Anspruch nehmen könne.
Berühmt wurde ein Absatz aus Blackmuns Begründung:
Poor Joshua! Victim of repeated attacks by an irresponsible, bullying, cowardly, and intemperate father, and abandoned by respondents who placed him in a dangerous predicament and who knew or learned what was going on, and yet did essentially nothing except, as the Court revealingly observes, ante, at 193, "dutifully recorded these incidents in [their] files." It is a sad commentary upon American life, and constitutional principles—so full of late of patriotic fervor and proud proclamations about "liberty and justice for all"—that this child, Joshua DeShaney, now is assigned to live out the remainder of his life profoundly retarded. Joshua and his mother, as petitioners here, deserve—but now are denied by this Court—the opportunity to have the facts of their case considered in the light of the constitutional protection that 42 U.S.C. § 1983 is meant to provide.
Armer Joshua! Opfer wiederholter Angriffe eines verantwortungslosen, tyrannischen, feigen und maßlosen Vaters und im Stich gelassen von den Beklagten, die ihn in eine gefährliche Lage brachten und die wussten oder erfuhren, was vor sich ging, und dennoch im Wesentlichen nichts taten, außer, wie das Gericht aufschlussreich bemerkt, „diese Vorfälle pflichtgemäß in [ihren] Akten festzuhalten“. Es ist ein trauriger Kommentar zum amerikanischen Leben und zu den Verfassungsprinzipien – die in letzter Zeit so voller patriotischer Begeisterung und stolzer Proklamationen über „Freiheit und Gerechtigkeit für alle“ strotzten – dass dieses Kind, Joshua DeShaney, nun dazu bestimmt ist, den Rest seines Lebens mit schwerer geistiger Beeinträchtigung zu verbringen. Joshua und seine Mutter verdienen als Kläger hier die Möglichkeit – aber dieses Gericht verweigert ihnen dies – die Fakten ihres Falles im Lichte des Schutzes zu prüfen, den Artikel 1983 des 42. Titels des United States Code eigentlich bieten sollte.